# Evolution (álbum de Martina McBride)
Evolution é o quarto álbum lançado pela cantora de country music Martina McBride. o disco foi lançado em  1997 pela RCA Records, tendo com singles os hits "Happy Girl", "A Broken Wing" e  "Valentine", sendo este último o seu primeiro a figurar o Billboard Hot 100. 

## Lista de músicas
1. "I'm Little But I'm Loud" (Little Jimmy Dickens, Boudleaux Bryant) – 0:56
2. "Happy Girl" (Beth Nielsen Chapman, Annie Roboff) – 3:27
3. "Be That Way" (Bob DiPiero, Stephony Smith) – 3:34
4. "A Broken Wing" (James House , Sam Hogin, Phil Barnhart) – 3:34
5. "Wrong Again" (Cynthia Weil, Tommy Lee James) – 3:15
6. "Keeping My Distance" (Jimmy Davis, Don Smith, Tommy Burroughs) – 3:51
7. "Still Holding On" (Marty Stuart, Matraca Berg, Clint Black) – 3:57
  - feat. Clint Black
8. "Whatever You Say" (Ed Hill, Tony Martin) – 4:29
9. "I Won't Close My Eyes" (Kevin Montgomery, Larry Gottlieb) – 3:38
10. "I Don't Want to See You Again" (Jackson Leap) – 3:00
11. "Some Say I'm Running" (Michael W. Smith, Brent Bourgeois) – 4:05
12. "Here in My Heart" (Susan Ashton, Gayla Borders) – 3:51
13. "One Day You Will" (Richard Leigh, Shane Teeters) – 2:36
14. "Valentine" (Jim Brickman, Jack Kugell) – 3:22
  - feat. Jim Brickman

## Singles
- "Still Holdin' On"
- "A Broken Wing" - September 9, 1997
- "Valentine" - September 9, 1997
- "Happy Girl" - May 12, 1998
- "Wrong Again"

### Álbum
| Paradas (1997)               | Melhor posição |
| ---------------------------- | -------------- |
| Billboard Top Country Albums | 4              |
| Billboard 200                | 24             |
| RPM Country Albums (Canadá)  | 7              |
| RPM Top Albums (Canadá)      | 80             |

### Singles
| Ano  | Single                     | Melhor Posição | Melhor Posição | Melhor Posição | Melhor Posição | Melhor Posição |
| Ano  | Single                     | US Country     | US             | US AC          | CAN Country    | CAN AC         |
| ---- | -------------------------- | -------------- | -------------- | -------------- | -------------- | -------------- |
| 1997 | "A Broken Wing"            | 1              | 61             | —              | 17             | —              |
| 1997 | "Valentine"                | 68             | 50             | 3              | —              | 16             |
| 1998 | "Valentine" (relançamento) | 9              | —              | —              | 14             | —              |
| 1998 | "Happy Girl"               | 2              | —              | —              | 4              | —              |
| 1999 | "Wrong Again"              | 1              | 36             | —              | 5              | —              |
| 1999 | "Whatever You Say"         | 2              | 37             | —              | 6              | —              |